# Divisió de Jodhpur

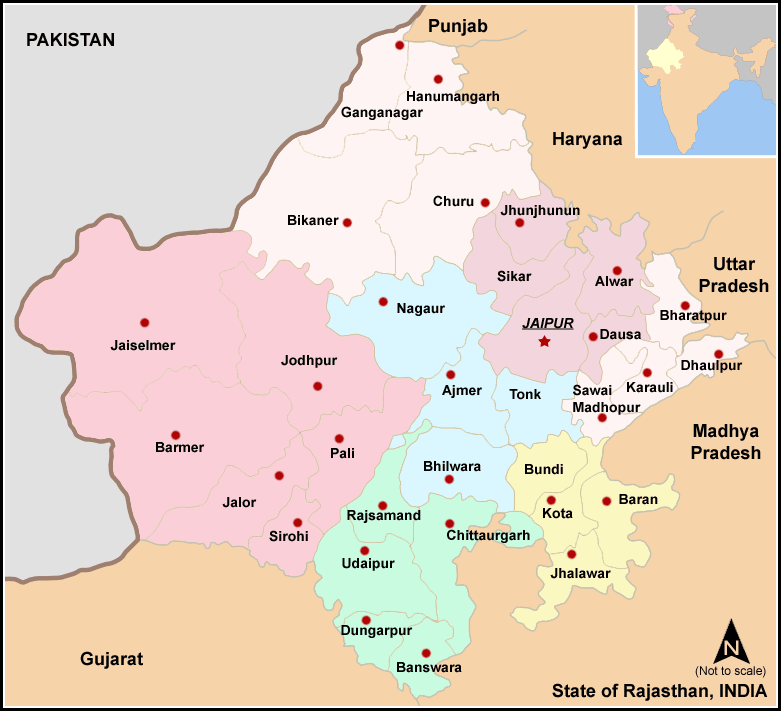
Mapa de les divisions del Rajasthan, la divisió de Jodhpur està en el color rosa

La divisió de Jodhpur és una entitat administrativa del Rajasthan, Índia, amb capital a la ciutat de Jodhpur.
Està formada per sis districtes: 
- Districte de Barmer
- Districte de Jaisalmer
- Districte de Jalore
- Districte de Jodhpur
- Districte de Pali
- Districte de Sirohi.

La superfície i població és la suma dels sis districtes.